# Unsere Liebe Frau von Arabien

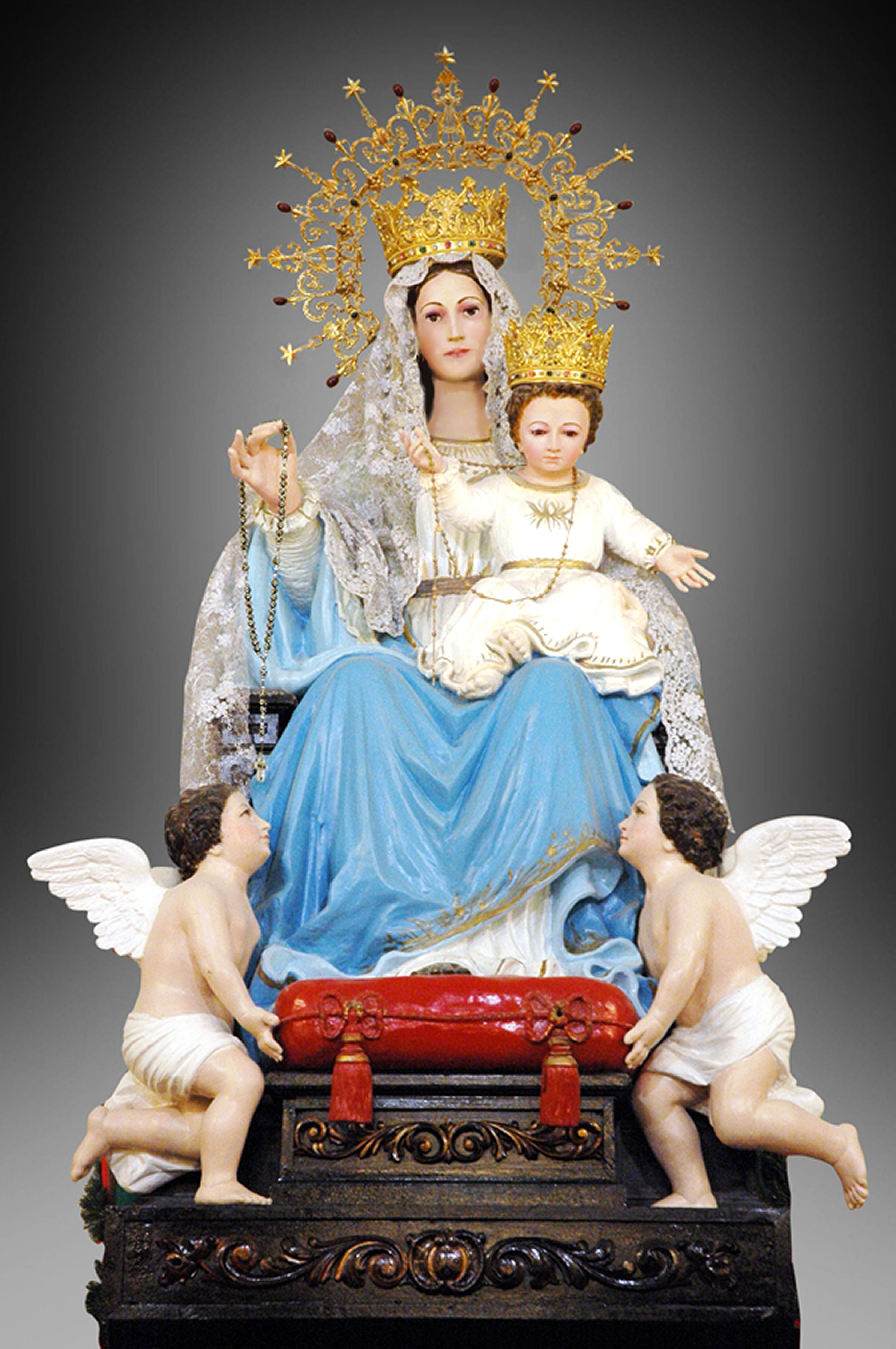
Gekröntes und gesegnetes Abbild Unserer Lieben Frau von Arabien in Kuwait.

Unsere Liebe Frau von Arabien ist ein Marientitel der römisch-katholischen Kirche. Sie ist die Patronin der Apostolischen Vikariate auf der Arabischen Halbinsel. 
Ihre Verehrung begann 1948, als ihr eine Kapelle in Al-Ahmadi (Kuwait) gewidmet wurde. Begründet wurde die Verehrung mit der Erwähnung Mariens im Koran. Papst Pius XII. segnete im Dezember 1949 eine Statue aus Libanon-Zedernholz und gestattete ihre Verehrung. Die Figur entstand nach dem Gemälde Unsere Liebe Frau auf dem Berge Karmel. Am 6. Januar 1950 wurde die Statue nach Kuwait geflogen, wo ihr ein Schrein errichtet worden war. 1957 wurde sie zur Patronin des Apostolischen Vikariats Kuwait (heute Apostolisches Vikariat Nördliches Arabien) erklärt. Am 25. Mai 1960 wurde sie auf Erlass Johannes XXIII. gekrönt. Am 5. Januar 2011 erklärte Benedikt XVI. Unsere liebe Frau zur Patronin des Apostolischen Vikariats Arabien (heute Apostolisches Vikariat Südliches Arabien).
Eine kleinere Statue, die 1954 gesegnet wurde, steht in der Kathedrale von Kuwait. Auch in der 2021 geweihten Kathedrale Unserer Lieben Frau von Arabien in Bahrain findet sich eine solche Statue.
Auf der Arabischen Halbinsel tragen zwei Kirchen das Patrozinium Unserer Lieben Frau von Arabien: die Kirche Unsere Liebe Frau von Arabien in al-Ahmadi (Kuwait), die aus der 1948 errichteten Kapelle hervorging, sowie die 2021 geweihte Kathedrale Unserer Lieben Frau von Arabien in Awali nahe Bahrains Hauptstadt Manama.